# Фокино (Гагарінський район)
Фокино (рос. Фокино) — присілок Гагарінського району Смоленської області Росії. Входить до складу Акатовського сільського поселення.
Населення — 3 особи (2007 рік). 